# Walter Charles Langer
Pour les articles homonymes, voir Langer.
Walter Charles Langer (Boston, 5 février 1899 – Sarasota, 4 juillet 1981) est un psychanalyste américain connu pour son analyse du cas Adolf Hitler. Nommé par le chef de l'OSS, William Joseph Donovan, en 1943, il travaille sur Adolf Hitler en collaboration le professeur Henry A. Murray, directeur du département de psychologie d'Harvard, Ernst Kris et Bertram D. Lewin de l'Institut psychanalytique de New York. Le rapport est basé sur de nombreuses sources se rapportant au profil d'Hitler avec des informations d'Ernst Hanfstaengl, d'Hermann Rauschning, de la princesse Stephanie von Hohenlohe, d'Otto Strasser, de Friedelind Wagner, et de Kurt Lüdecke (en). Ce travail est pionnier dans le domaine de l'étude de personnages politiques et historiques.